# 33158 Rúfus
33158 Rúfus è un asteroide della fascia principale. Scoperto nel 1998, presenta un'orbita caratterizzata da un semiasse maggiore pari a 2,6720156 UA e da un'eccentricità di 0,2741022, inclinata di 5,31530° rispetto all'eclittica.